# Sophie von Wyss
Luise Sophie Clementine von Wyss, auch Hess-von Wyss (* 3. Dezember 1874 in Zürich; † 11. März 1951 ebenda), war eine Schweizer Radiererin und Malerin.

## Leben

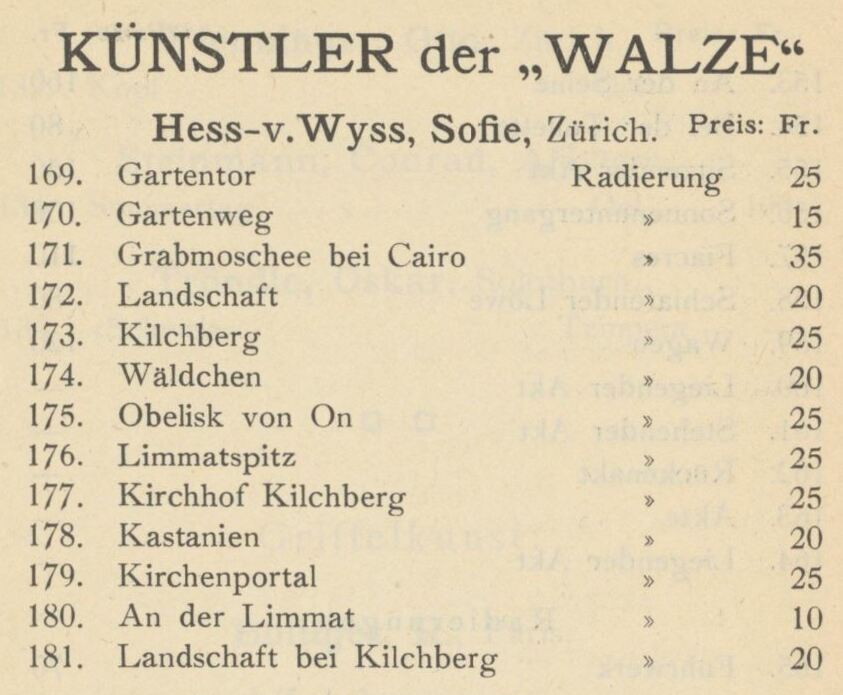
Liste von Werken, die Sophie von Wyss im Rahmen der Juli-Ausstellung 1914 im Kunsthaus Zürich ausstellte

Sophie von Wyss wurde am 3. Dezember 1874 im Gebiet Letten in Zürich geboren. In ihrer Heimatstadt wurde sie im Jahr 1900 Schülerin an der im Jahr zuvor von Luise Stadler neu gegründeten «Kunst- und Kunstgewerbeschule für Damen». Der Radierer Hermann Gattiker zählte zu ihren Lehrern.
Von Wyss war Mitglied der «Walze», wie sich der «Verein schweizerischer graphischer Künstler» nannte, und nahm regelmässig an dessen Ausstellungen teil. Über die Ausstellung des Jahres 1909 in der Basler Kunsthalle wird im Magazin Die Kunst für Alle berichtet, einige Damen seien «künstlerisch hochschätzenswerte Mitglieder der ‹Walze›» – darunter namentlich erwähnt auch Sophie von Wyss – und diese fänden «in Schwarz-Weiß oder im Farbenholzschnitt und Steindruck, besonders für Landschaftliches, Ausdrucksmöglichkeiten, die echt künstlerischen Genuß gewähren».
Nach dessen Scheidung von seiner ersten Ehefrau, einer US-Amerikanerin, heiratete sie 1908 den ebenfalls aus Zürich stammenden Orientalisten Jean-Jacques Hess (1866–1949). Aus dieser Ehe ging die Tochter Hildegund Luise (1911–1998) hervor, die später als Bildhauerin unter dem Namen Hildi Hess bekannt war. Von Wyss’ Ehemann, der zuvor als Professor für Ägyptologie und Assyrologie an der Universität Freiburg im Üechtland gelehrt hatte, arbeitete ab 1908 im Survey Department der englischen Regierung in Ägypten. Er bereiste den Vorderen Orient und verbrachte vier Jahre in Kairo. Sophie Hess-von Wyss liess ihre Tochter zu Hause bei den Grosseltern und begleitete ihren Mann auf seinen Reisen. In dieser Zeit entstanden zahlreiche ihrer Gemälde und Radierungen mit naturnahen Natur- und Landschaftsstudien. Sie malte aber auch Motive aus der Umgebung von Zürich und aus Italien. Im Kohlhammer-Verlag in Stuttgart erschien 1905 eine Anthologie von Gedichten der Herzogin Wera von Württemberg mit dem Titel «Dichtungen aus dem Schwabenland» mit Illustrationen von Sophie von Wyss.
Radierungen der Künstlerin befinden sich in der Sammlung der Eidgenössischen Technischen Hochschule Zürich und in der Graphischen Sammlung der Zentralbibliothek Zürich.
Sie stellte erstmals 1904, dann 1906 und 1907 und ab 1912 jährlich im Kunsthaus Zürich aus. In den Jahren 1906 und 1908 nahm sie an den «Turnus-Ausstellungen» des Schweizer Kunstvereins teil. Ebenfalls 1908 zeigte sie Werke auf der Schweizerischen Nationalen Kunstausstellung.
Nachdem die Universität Zürich Jean-Jacques Hess 1918 als Professor für orientalische Sprachen berufen hatte, war das Ehepaar in der Zürcher Frohhausgasse ansässig.
Im April 1949 verwitwet, starb Sophie Hess-von Wyss im Frühjahr 1951 im Alter von 76 Jahren in ihrer Geburtsstadt Zürich.

## Werke (Auswahl)
Radierungen
- Gartentor und Ausblick[9]

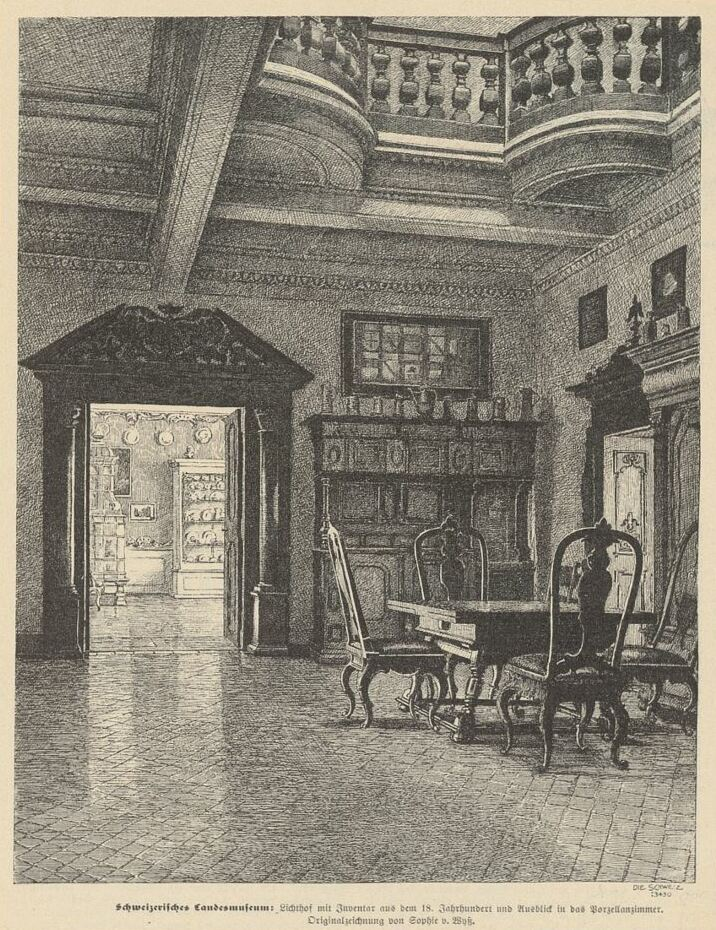
«Schweizerisches Landesmuseum: Lichthof mit Inventar aus dem 18. Jahrhundert und Ausblick in das Porzellanzimmer», Zeichnung von Sophie von Wyss (1901)

- Schweizerisches Landesmuseum: Lichthof mit Inventar aus dem 18. Jahrhundert und Ausblick in das Porzellanzimmer
- Grabmoschee Sultan Bargûg
- Obelisk von On (Heliopolis)
- Kilchberg
- Limmatspitz
- Wäldchen

Illustrationen
- Wera, Herzogin von Württemberg: Dichtungen aus dem Schwabenland: mit Übersetzungen von Vera Herzogin von Württemberg. Illustr. von Sophie v. Wyss aus Zürich. Kohlhammer, Stuttgart 1905 (Details zum Buch).